# Oberhofpostmeister
L'Oberhofpostmeister (in italiano: supremo maestro di posta) era l'ufficiale amministrativo incaricato della gestione del servizio postale imperiale. L'incarico, inizialmente funzionale, successivamente divenne puramente onorifico.
La carica era presente sia alla corte imperiale di Vienna che a Praga per il Regno di Boemia e perdurò stabilmente sino al 1805 quando, con la fine del Sacro Romano Impero, venne formalmente abolita e venne compresa in uno dei ministeri di governo, quello attinente alle poste e poi ai telegrafi.

## Elenco degliOberhofpostmeisterdell'imperatore del Sacro Romano Impero
L'incarico venne concesso nel 1490 a livello ereditario alla famiglia dei Thurn und Taxis.
- 1490-1501 Jannetto de Tassis
- 1501-1517 Francesco I de Tassis
- 1517-1541 Giovanni Battista de Tassis
- 1541-1543 Francesco II de Tassis
- 1544-1612 Leonardo I de Tassis
- 1612-1624 Lamoral de Tassis
- 1624-1628 Leonardo II de Tassis
- 1628-1676 Lamoral Claudio Francesco di Thurn und Taxis
- 1676-1714 Eugenio Alessandro di Thurn und Taxis
- 1714-1739 Anselmo Francesco di Thurn und Taxis
- 1739-1773 Alessandro Ferdinando di Thurn und Taxis
- 1773-1805 Carlo Anselmo di Thurn und Taxis

## Oberhofpostmeisterdel Regno di Boemia
L'incarico venne concesso nel 1626 a livello ereditario alla famiglia dei Paar.
- 1626-1639 Johann Christoph von Paar (1570/1578-1639)
- 1639-1673 Karl von Paar (1618-1673)
- 1673-1725 Karl Joseph von Paar (1654-1725)
- 1725-1741 Johann Leopold von Paar (1693-1741)
- 1741-1792 Johann Wenzel von Paar (1719-1792)
- 1792-1805 Wenzel Chrisostumus von Paar (1744-1812)